# Wrightbus

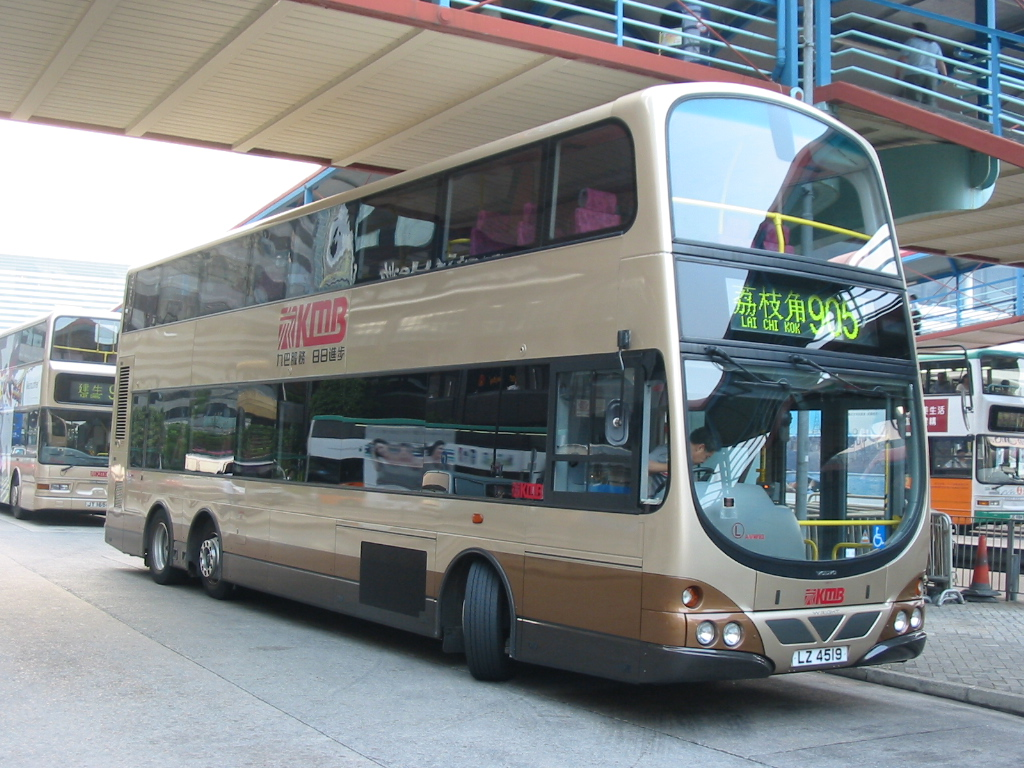
Wright на шасси Volvo

Wrightbus — производитель и лидер низкопольных автобусов из Северной Ирландии (г. Баллимина), действующий с 1946 года и являющийся членом международного консорциума First Group со штаб-квартирой в Англии.
Первоначально фирма занималась грузовиками, но впоследствии взялась и за автобусы, которые монтировались на самоходном шасси Dennis, для работы на маршрутах Лондона.
Двухэтажные автобусы Wright используются не только в Великобритании, но и поставляются в Гонконг.
В 2004 году разработан сочленённый автобус StreetCar (т. н. автобус-трамвай-троллейбус), который будет выпускаться фирмой Wrightbus. Автобус длиной 18,75 м базируется на модифицированном шасси Volvo B7L с дизельным двигателем D7C275 мощностью 275 л. с.
В январе 2021 года в Абердине вышли на линию Wright StreetDeck — первые в мире водородные двухэтажные автобусы, стоимость каждого из которых оценивается приблизительно в 500 000 фунтов стерлингов.

## Продукция Wrightbus (в скобках указаны шасси)
- Handybus (Dennis Dart)
- Pathfinder (Dennis Lance SLF, Scania N113CRL)
- Axcess-Ultralow (Scania L113CRL)
- Crusader (Dennis Dart SLF, Volvo B6LE)
- Crusader 2 (Volvo B6BLE)
- Liberator (Volvo B10L)
- Fusion (Volvo B10LA)
- Renown (Volvo B10BLE)
- Axcess-Floline (Scania L94)
- Solar/Solar Fusion (Scania L94)
- Cadet/Merit (DAF/VDL SB120)
- Commander (DAF/VDL SB200)
- Eclipse (Eclipse Metro)/Eclipse Fusion (Volvo B7L/B7LA)
- Eclipse Gemini (Volvo B7TL)
- Explorer (Volvo B10TL, Volvo B9TL)
- Pulsar Gemini (DAF/VDL DB250)
- Eclipse Urban (Volvo B7RLE)
- StreetСar (Volvo B7LA)
- Electrocity (DAF/VDL SB120)
- Meridian (MAN A22) — 2007